# 斯科特·戈麦斯
斯科特·戈麦斯（英語：Scott Gomez，1979年12月23日—），美国男子冰球运动员，场上位置是前锋。他曾代表美国国家队参加2006年冬季奥林匹克运动会冰球比赛，获得第8名。